# Razpotje, Kotmara vas
Razpotje (nemško Wegscheide) je naselje v Občini Kotmara vas v Okraju Celovec-dežela na Koroškem v Avstriji.